# سیارک ۲۸۶۱
سیارک ۲۸۶۱ (به انگلیسی: 2861 Lambrecht، نامگذاری:1981VL2) دو هزار و هشتصد و شصت و یکمین سیارک کشف شده‌است که در ۳ نوامبر ۱۹۸۱ کشف شد.
قدر مطلق سیارک برابر ۱۲٫۴۰ است.